# Kulturzentrum Bremgarten
Het Kulturzentrum Bremgarten (KuZeB) is een Zwitsers autonoom cultureel centrum en evenementenlocatie dat in 1992 uit een voormalig kraakpand is ontstaan. Het is gelegen aan de Zürcherstrasse 2 in Bremgarten en wordt beschouwd als een symbolische plaats van de autonome beweging in het kanton Aargau en als een ontmoetingsplaats voor bovenregionale sociale, culturele en politiek gemotiveerde activiteiten van de vrije socialisten. Er vinden regelmatig evenementen van uiteenlopende aard plaats, zoals concerten, lezingen, discussies, informatie- en adviesavonden.
De gebouwen zijn die van de voormalige kledingfabriek Meyer & Co. die in 1893 werd opgericht. Het complex bestaat uit een woonhuis uit 1838 en de twee fabrieksgebouwen.

## Geschiedenis van de kledingfabriek

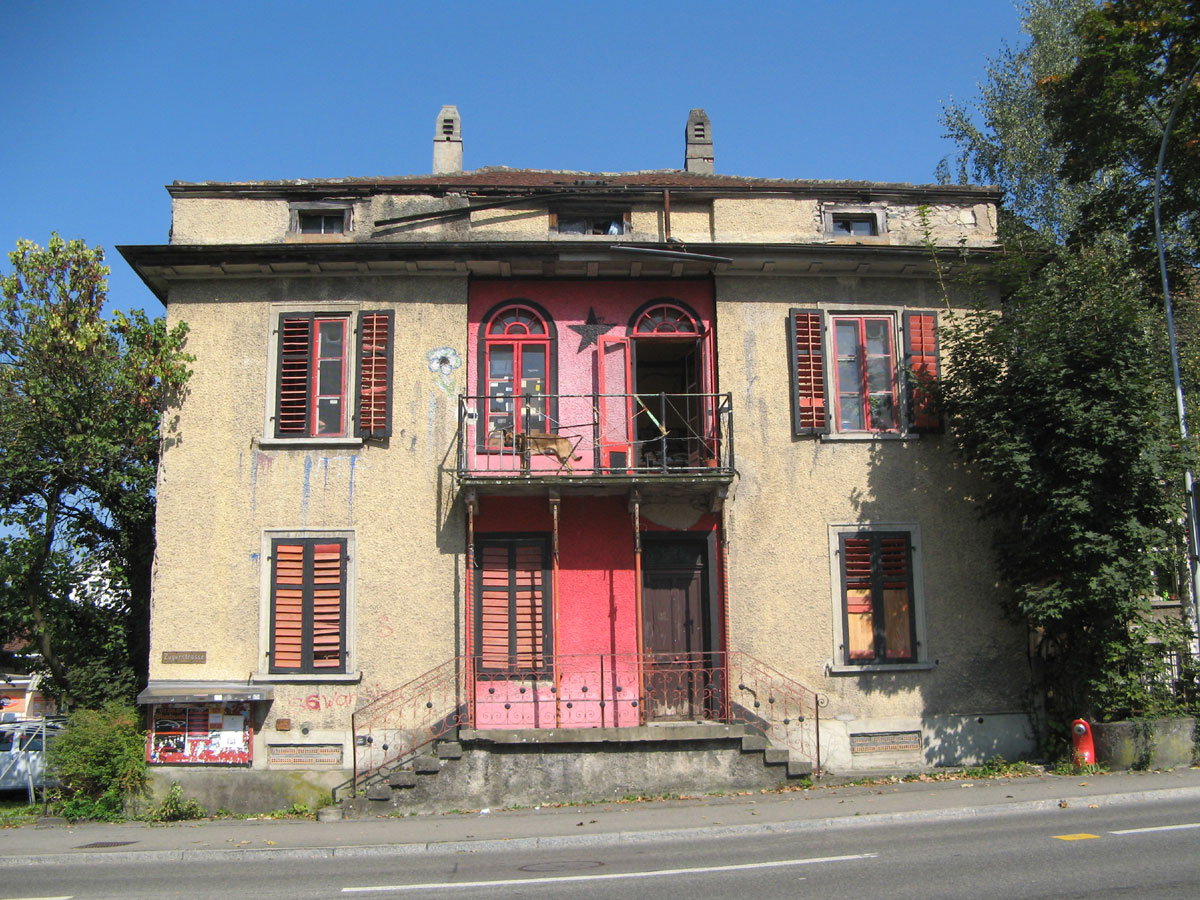
Het voormalige woonhuis in 2007

Het huis in Biedermeier-stijl aan de Obertorplatz in Bremgarten werd in 1838 voor eigen rekening gebouwd door bouwmeester Fidel Leimbacher. Het werd in de loop van de 19e eeuw door verschillende illustere persoonlijkheden bewoond, tot het uiteindelijk in handen kwam van de gebroeders Max en Simon Meyer, die rond 1893 in de achterliggende gebouwen de Gebrüder Meyer, Herren- & Berufskleiderfabrik Bremgarten (Duits voor "Gebroeders Meyer, Heren- & Beroepskledingfabriek Bremgarten") oprichtten. Deze werden in de loop der jaren achtereenvolgens uitgebreid en verbouwd, waardoor een ensemble ontstond dat zowel een typisch voorbeeld is van een kleinere fabriek als een belangrijk voorbeeld van het Nieuwe Bouwen. Het kerngebouw, een Biedermeiergebouw van twee verdiepingen, is kenmerkend vanwege de attiek, terwijl de uitbreidingen in het achterhuis dateren uit 1880, 1911/1912 en 1928/1929.,
Het fabrieksgebouw van Meyer & Co. in Bremgarten werd in 1928/1929 gebouwd volgens de plannen van de Zürichse architect Johann Emil Ganz. Het is een belangrijke en vroege getuige van het architectonisch modernisme in het kanton Aargau. Het kubusvormige betonnen skeletgebouw met een strak gevelraster, grootschalige beglazing en een plat dak was gericht op de eisen van het Nieuwe Bouwen en behield grotendeels de oorspronkelijke bouwstructuur, inclusief de dwarse rechthoekige ramen. Het fabrieksgebouw huisvestte de gehele productie, inclusief de kleermakerij en het naaiatelier. Het gebouw bevat twee goed verlichte werkruimten van 12 × 19,6 meter, die essentieel waren voor de productie. Het is een voorbeeld van premoderne fabrieksarchitectuur en getuigt van de rijke productiegeschiedenis van de kledingfabriek.
Tegenwoordig verkeert het gebouwencomplex in een nogal fragmentarische staat van bewaring. Het is opgenomen in de inventaris van beschermingswaardige Zwitserse sites (ISOS) van nationaal belang en documenteert een stuk cultuurgeschiedenis van Bremgarten.

## Geschiedenis van het cultureel centrum

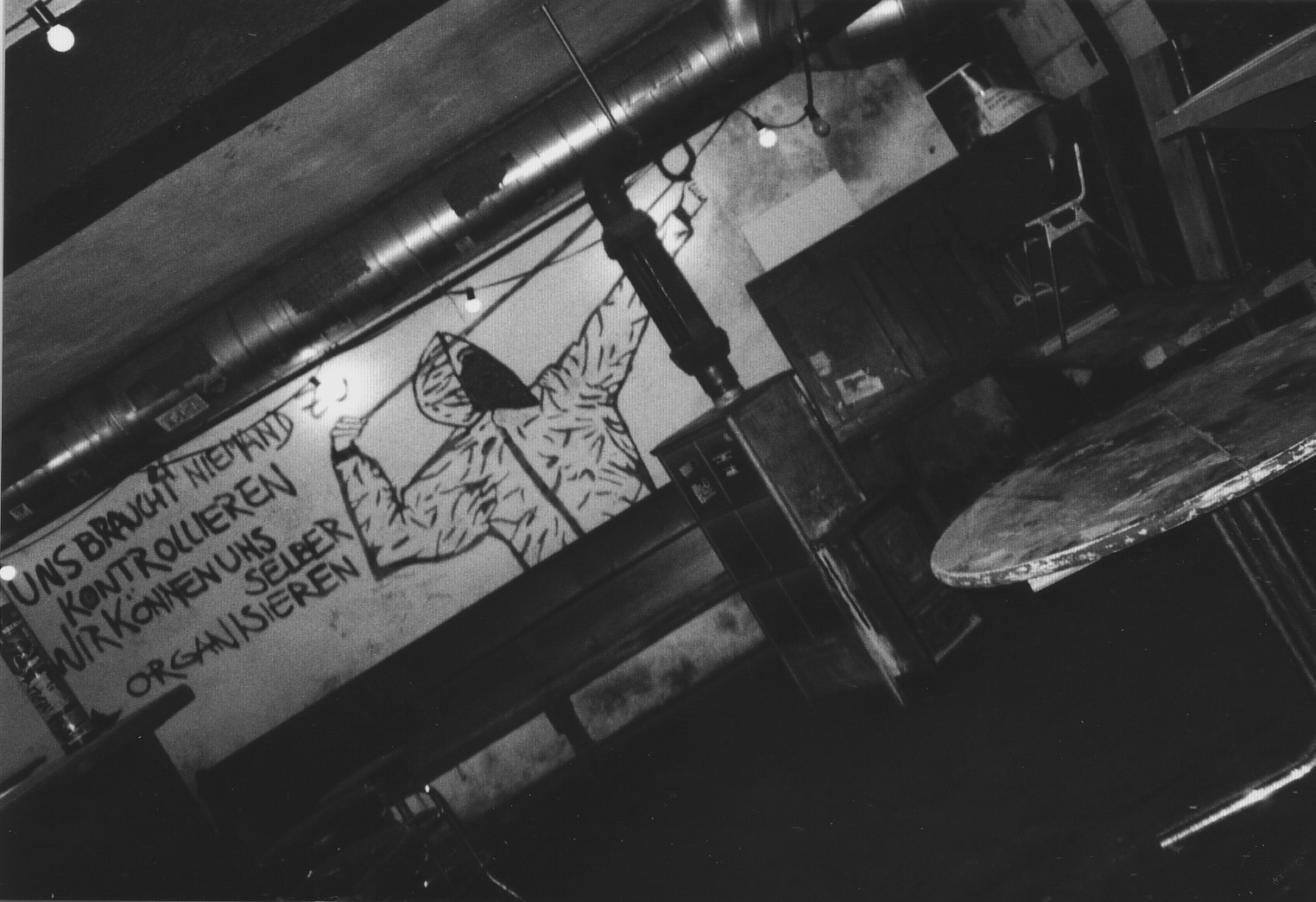
Concertkelder met doodle rond 2004

In juni 1990 bezetten enkele jongeren het verlaten gebouwencomplex dat 16 jaar eerder aan de tand des tijds was overgeleverd. Het was een voormalige kledingfabriek waarvan het woongedeelte al jaren werd bezet door een Spaanse club en een particuliere huurder. De krakers maakten van het gebouw een autonome ruimte door in de kelder een halfpipe voor skaters en twee bandruimtes in te richten. Max Meyer, een van de twee eigenaars, werd door de autoriteiten op de verbouwing van de Oude Klerenfabriek gewezen, maar deed niets. Het fabrieksproject verliep dus zonder grote problemen tot nieuwjaarsdag 1991.

### Dreigende uitzetting
In het voorjaar van 1991 gingen de krakers in het offensief en richtten voor het eerst de "Verein Kultur Zentrum Bremgarten KuZeB" op. Zij stelden zich ten doel met de eigenaars te onderhandelen over een huurcontract. Maar de onderhandelingen met de gebroeders Meyer en de verschillende overheden liepen op niets uit. In april 1991 dreigde de stad hen met politie-uitzetting.
In de daaropvolgende maanden werden echter, ondanks gemeentelijke verboden, regelmatig feesten gehouden in de oude fabrieksgebouwen, die goed bezocht werden en het enthousiasme om het project opnieuw aan te pakken weer aanwakkerden. De situatie escaleerde toen op 7 december 1991 het Rechtsradikale Mutschellenfront (RMF) de hallen van de kledingfabriek binnendrong en voor eigen doeleinden misbruikte. Als gevolg van dit incident kregen de gebroeders Meyer opdracht het pand voor 15 februari 1992 met muren te ommuren. Tegelijkertijd dreigde AEW Energie het pand af te sluiten van het elektriciteitsnet.

### Oprichting van de "Verein Kulturzentrum Bremgarten"
Om de druk te weerstaan richtten de activisten de vereniging "KuZeB" opnieuw op in haar huidige vorm. Er werd een gebruiksconcept ontwikkeld en aan de eigenaars van het pand en de autoriteiten overhandigd. Tegelijkertijd werd opdracht gegeven tot een offerte voor het metselen van het pand. De activisten maakten bezwaar en trokken de offerte voor het dichtmetselen van het pand in twijfel, wat leidde tot een mondelinge toezegging van de eigenaren. Dit werd goed ontvangen door het publiek en het stadsbestuur bevestigde dat zij nooit bezwaar hadden gemaakt tegen een huurcontract.
Zo wordt 18 maart 1992 beschouwd als de oprichtingsdatum van het huidige Cultureel Centrum Bremgarten.

### Huurovereenkomst

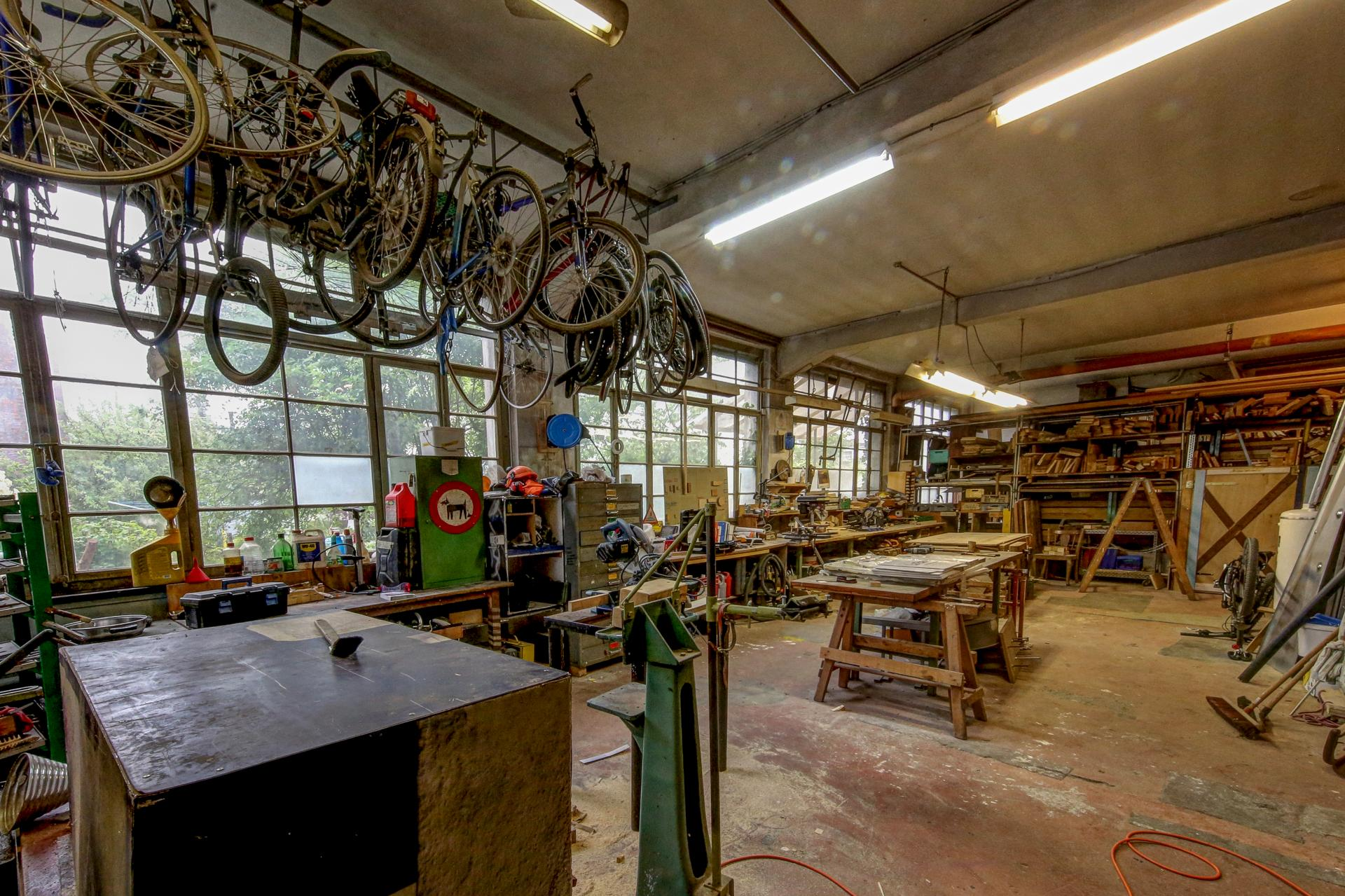
De huidige werkplaats en het voormalige fabrieksgebouw uit 1928/1929 - de grootschalige beglazing is duidelijk zichtbaar

De jaarlijkse Pinkstermarkt, ditmaal met informatiestands en een punkconcert op het fabrieksdak, kon rekenen op grote belangstelling en positieve reacties. In augustus 1992 ontstonden nieuwe mogelijkheden toen de Spaanse club de locatie verliet en KuZeB deze overnam. Op 27 augustus 1992 tekende de club een huurcontract dat nooit werd medeondertekend. Niettemin hebben de erfgenamen van de voormalige textielfabrikant Meyer zich drie decennia lang tevreden gesteld met het innen van een kleine huur voor de parkeerplaatsen en een deel van het huis. De rest wordt nog steeds bewoond. Na deze lange onderhandelingsperiode kon het ontwikkelde gebruiksconcept stap voor stap worden uitgevoerd.
Vandaag is KuZeB het oudste autonome culturele centrum in Zwitserland dat volledig zonder overheidssubsidies wordt beheerd.

### Conflicten
De KuZeB kwam steeds meer onder druk te staan van de verantwoordelijke autoriteiten. Om de vrije ruimte te controleren, stelde de overheid een bevel op dat het autonome centrum onder de horecawet moest vallen. De financiële, juridische en organisatorische gevolgen zouden het einde van het niet-commerciële project hebben betekend. Het kantonnale departement van Binnenlandse Zaken verklaarde dat er geen vergelijkbaar geval bestond en dat er dus een precedent moest worden geschapen. De regeringsraad besloot echter dat de KuZeB niet gelijkgesteld kon worden met commerciële horeca en dus niet onder de Horecawet viel.
Op 29 mei 2018 voerde een politiecommando een huiszoeking uit in het kader van een rechtshulpverzoek uit Duitsland. Een jongeman uit Aargau die in verband met de G20-rellen in Hamburg wordt beschuldigd van gekwalificeerde ordeverstoring en brandstichting, was op dat moment niet in Bremgarten, maar werd later in de omgeving van Winterthur gearresteerd. Desondanks doorzocht de politie zijn flat en het cultureel centrum en nam verschillende gegevensdragers in beslag.
SVP-hardliner Andreas Glarner wil van de KuZeB af. De eigenaar van het pand, Max Meyer, had al geïnteresseerden maar zag geen reden om KuZeB te verkopen. Bremgarten was in 2013 in het nieuws gekomen toen asielzoekers de toegang tot openbare voorzieningen werd ontzegd. Glarner dreigde het gebouw te kopen om te voorkomen dat asielzoekers naar KuZeB zouden gaan en verscherpte zijn kritiek op KuZeB nadat onbekenden de locatie van de algemene vergadering van de SVP hadden bespoten.

## Gebruik vandaag

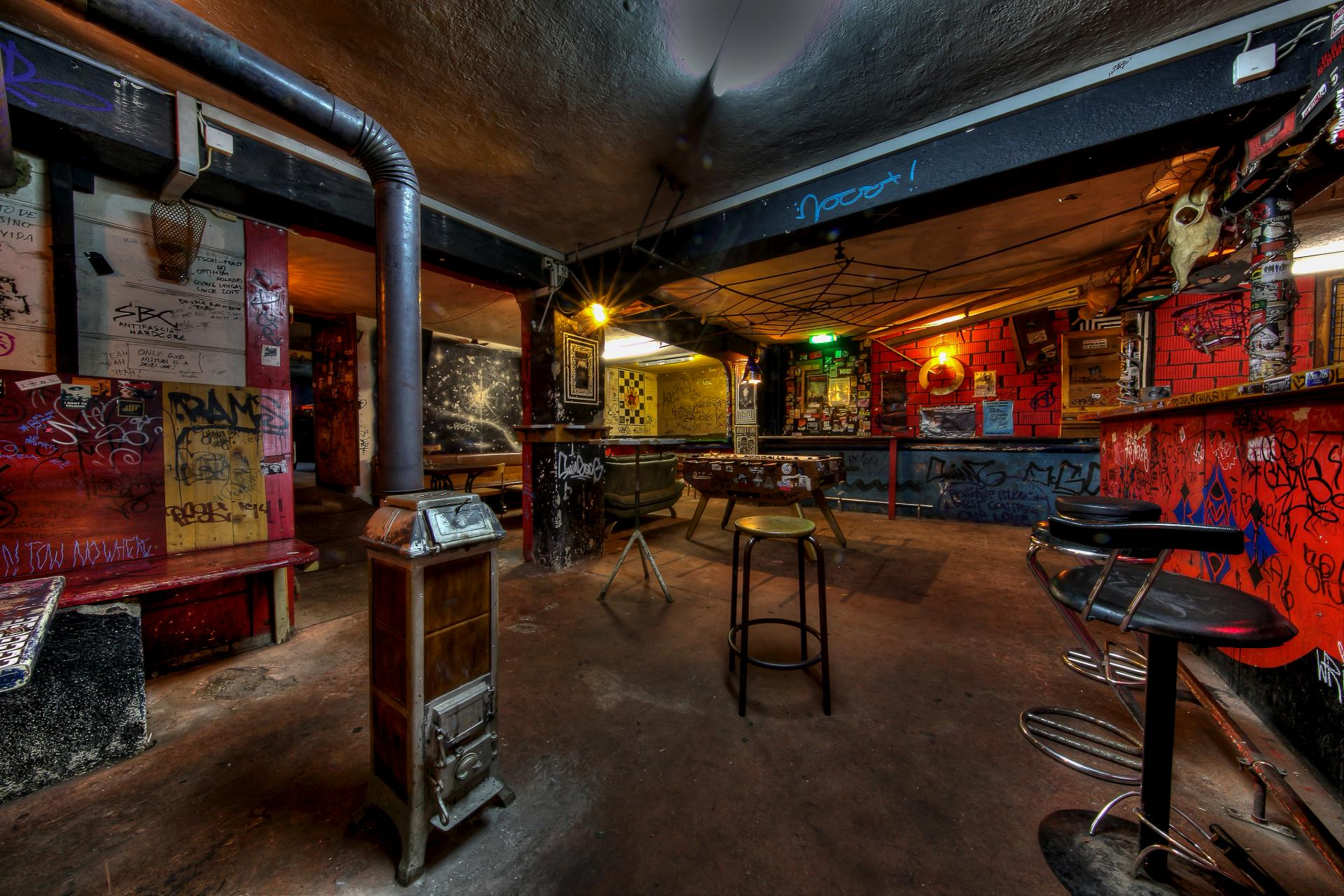
KuZeB Concert bar

Van internationale alternatieve en subculturele concerten tot lezingen, filmvertoningen en politieke gesprekken, het culturele programma van KuZeB is divers. Twee podia met bars, een bioscoop, een hackerspace, een weggeefwinkel, een infoshop, naai-, druk- en schildersateliers, een hout- en metaalwerkplaats, een polyvalente zaal met halfpipe en fitnessruimte, een repetitieruimte voor bands, een grote tuin en verschillende opslagruimtes maken nu deel uit van het autonome centrum waar mensen zich kunnen uitleven of verschillende activiteiten kunnen ontplooien.
KuZeB wil verschillende en nieuwe vormen van samenleving en leven uitproberen, waarin alle deelnemers dezelfde rechten en plichten hebben, maar ook dezelfde verantwoordelijkheden. De basispijlers zijn menselijkheid, solidariteit, vrijheid van meningsuiting, vertrouwen, integratie, diversiteit en openheid. Deze vormen zijn bedoeld om concrete alternatieven te tonen en hebben een signaalwerking naar de buitenwereld. Daartoe biedt de vereniging een experimenteerruimte voor jongeren met creatieve ideeën.